# Ивашко и Баба-Яга
«Ивашко и Баба-Яга» — советский рисованный мультфильм-сказка 1938 года, который сняли Валентина и Зинаида Брумберг по мотивам русской народной сказки «Ивашко».

## Сюжет
Баба-Яга похитила мальчика Ивашку, который рыбачил на озере, и собралась его зажарить и съесть, но хитрый мальчик усадил вместо себя на печную лопату злого ворона. Гуси-лебеди отнесли Ивашку домой на радость бабе с дедом, дождавшимся внука.

## Над фильмом работали
- Сценарий и постановка, режиссёры-художники: Валентина Брумберг, Зинаида Брумберг
- Ассистент-художник: Т. Басманова
- Композитор: Анатолий Александров
- Роли озвучивали:
  - Клавдия Коренева — Ивашко
  - Осип Абдулов — Баба-Яга
- Художники-мультипликаторы:
  - Борис Дёжкин
  - Фаина Епифанова
  - Лидия Резцова
  - Фёдор Хитрук
  - Борис Титов
  - Надежда Привалова
  - Константин Малышев
- Технический ассистент: Татьяна Фёдорова
- Звукооператор: С. Ренский
- Цветооператор: Д. Каретный
- Ассистент оператора: Ксения Крылова
- Над восстановлением фильма работали: Николай Майоров, Владимир Котовский

Цветной вариант мультфильма восстановлен в 2013 году с цветоделенных исходных негативов. Премьера восстановленного цветного варианта состоялась 25 февраля 2014 года на фестивале «Белые столбы 2014».